# غرير بارنز
غرير بارنز (بالإنجليزية: Greer Barnes)‏ (5 نوفمبر 1987 في الولايات المتحدة - ) هي لاعبة كرة قدم أمريكية في مركز الدفاع. لعبت مع إف سي قولد برايد وLos Angeles Sol ‏.

## وصلات خارجية
- غرير بارنز على موقع Soccerway.com (الإنجليزية)